# MH 12. Páncéltörő Tüzérezred
A Magyar Honvédség 12. Páncéltörő Tüzérezred, a Magyar Honvédség 1991-ben felszámolt páncéltörő tüzérezrede volt.

## A szervezet rövid története
Az alakulat 1966. január 1-én alakult meg a karcagi Rózsa Ferenc Laktanyában a gyöngyösi 4. Gépkocsizó Lövészhadosztály páncéltörő tüzérosztályként. 
Fegyverzete ekkor 57 mm-es és 85 mm-es páncéltörő ágyúkkal volt felszerelve.
1987-ben a RUBIN-feladatnak megfelelően a tüzérosztályt páncéltörő tüzérezreddé fejlesztették és a 3. Gépesített Hadtest alárendeltségébe került.
A karcagi laktanya 1990-es bezárása után a MH 6. Légvédelmi Tüzérezredet és a MH 12. Páncéltörő Tüzérezredet áttelepítették.
Az utóbbi alakulat Szentes helyőrségbe került a Damjanich János Laktanyába.
Az ezred 1991-ben felszámolásra került.